# Vladimir Luxuria
Vladimir "Vladi" Luxuria (Foggia, 24 de junio de 1965) es una activista, política, actriz y personaje televisivo y cantante italiana.
Fue elegida en las elecciones generales del 2006 como diputada por el distrito de Lazio 1 de Roma, primera parlamentaria transgénero en Europa y la segunda en el mundo.

## Biografía

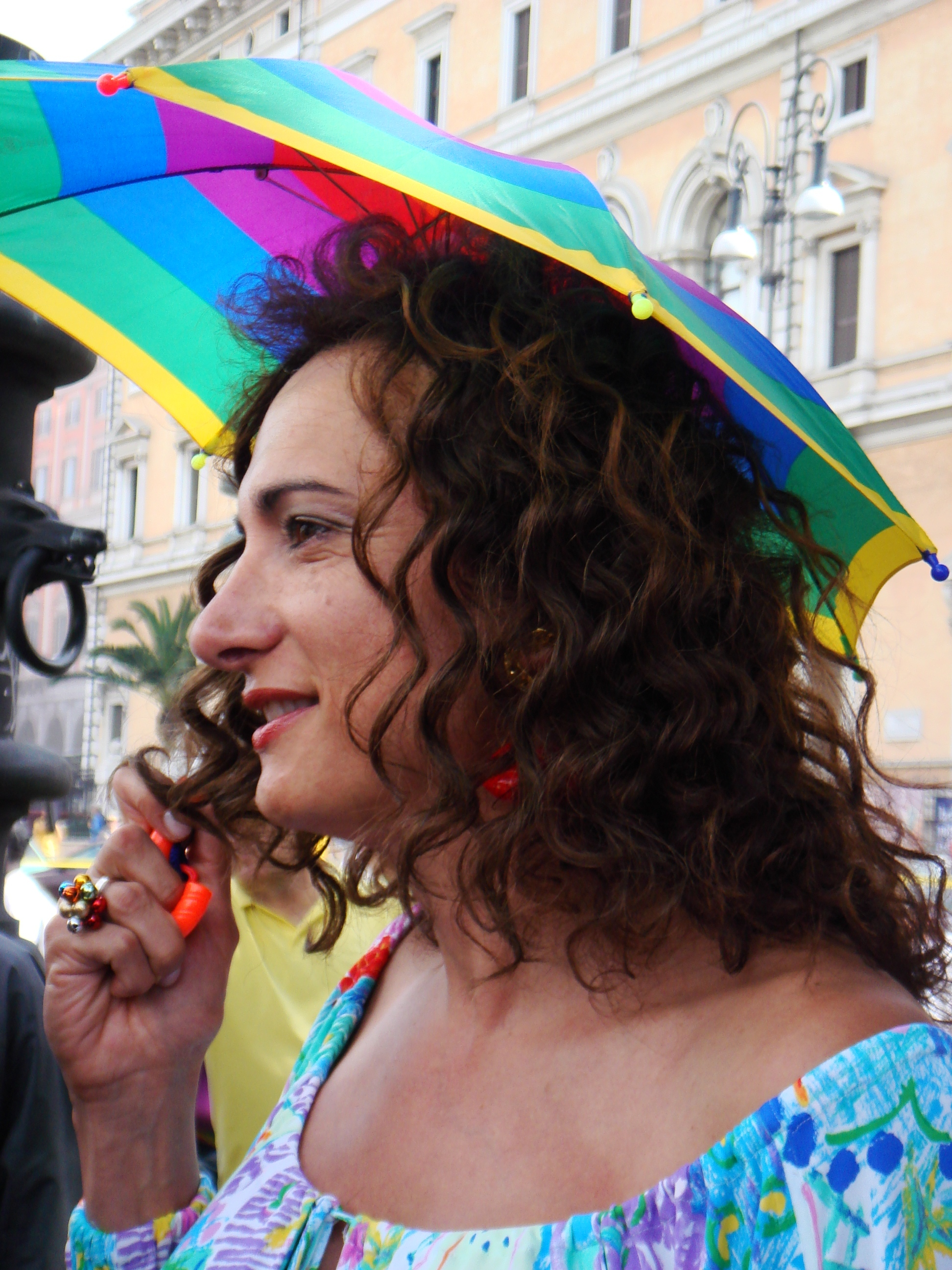
Vladimir Luxuria en 2009

Luxuria llegó a Roma en 1985 para estudiar Lengua y Literatura extranjeras e iniciar su carrera de actriz. Comienza también entonces su actividad en el movimiento de los derechos homosexuales y asume en 1993 la dirección artística del Circolo di cultura omosessuale Mario Mieli (Círculo de cultura homosexual Mario Mieli). Dos años antes había conseguido su primer papel en una película Cena alle nove (Cena a las nueve) de Paolo Breccia. A ese debut continúan otras ocho películas.
Fue la organizadora de la primera manifestación del orgullo LGBT en Italia, que se desarrolló en Roma el 2 de julio de 1994 y en la que participaron cerca de 10 000 personas.
Más recientemente, Luxuria ha intensificado su actividad política en defensa de los derechos civiles, colaborando con diversos periódicos y revistas y con la red radiofónica formada por L'Unità, Liberazione y Radio Capital. El público televisivo la ha conocido principalmente a través de sus apariciones en el Maurizio Costanzo Show en el Canale 5 y más tarde en el programa Markette en La7. En 2008 ganó la versión italiana del programa La isla de los famosos.
En 2012 Luxuria recibió la novena estación del reality L'isola dei famosi en RaiDue.
Durante los Juegos Olímpicos de Sochi 2014 fue arrestada por llevar una bandera en ruso que decía "Ser gay está ok". Antes de ser arrestada había escrito en la red social Twitter "con los colores del arcoiris, en la cara de Putin" haciendo referencia a la ley aprobada en 2013 que prohíbe la "propaganda de relaciones sexuales no tradicionales". En 2017, durante una entrevista con Mauro Leonardi para un periódico italiano (Novella 2000), por primera vez relató su conversión al catolicismo.

## Elección 2006

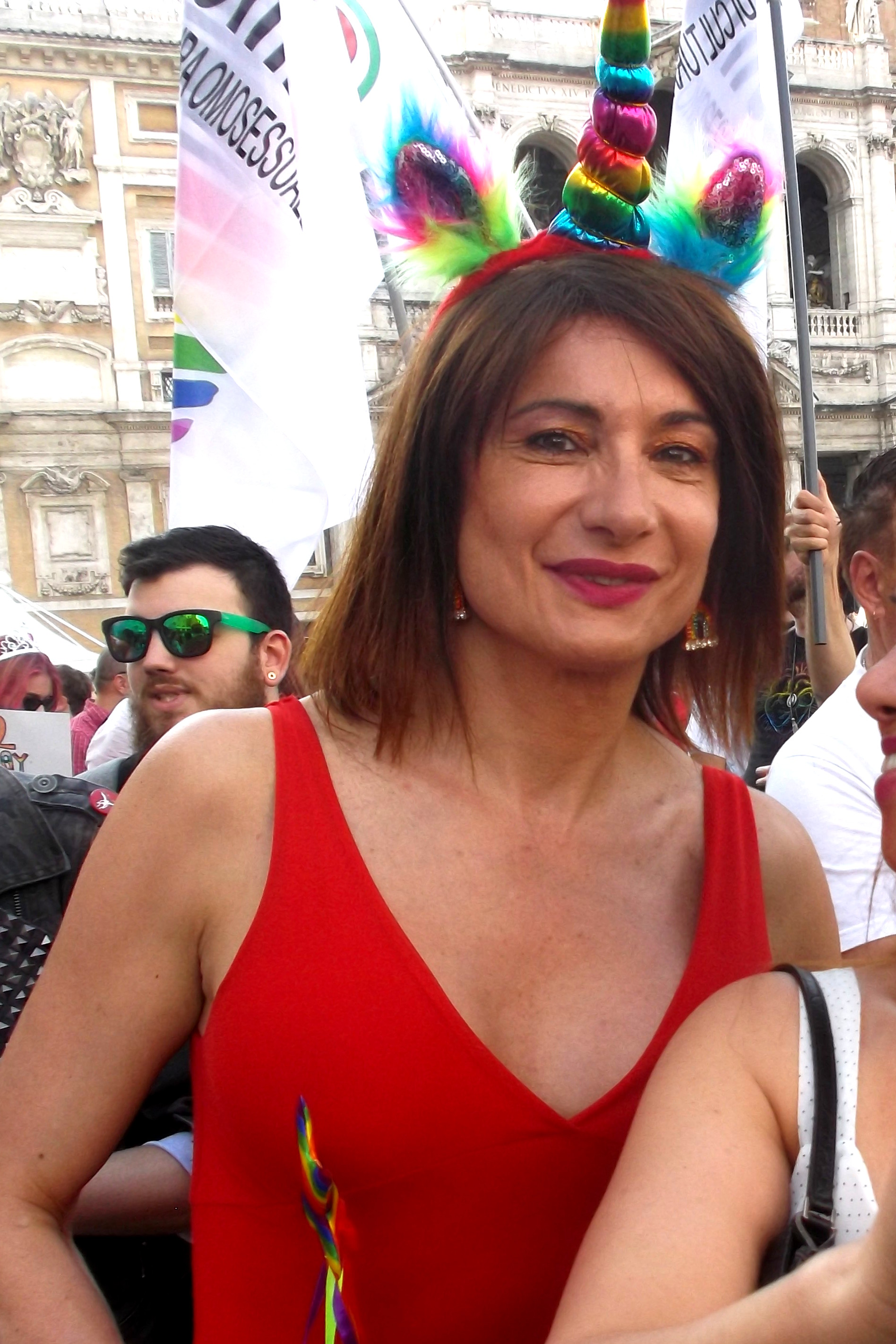
Vladimir Luxuria en 2019

En 2006 su candidatura fue incluida como independiente en la lista que Rifondazione Comunista (Refundación Comunista) presenta para las elecciones a la Cámara de Diputados. La candidatura ha suscitado perplejidad en los sectores conservadores y católicos de L'Unione (La Unión), en particular en los Popolari-UDEUR de Clemente Mastella, que lo ha definido como una ridícula Cicciolina. 
La polémica sobre el "candidato Luxuria" se ha acentuado a partir de unas declaraciones en las que revela que durante sus primeros años en Roma practicó la prostitución. El último momento de tensión protagonizado por Alexia ha sido en el programa de debate político presentado por Vespa, en la que la candidata conservadora Mussolini le espetó: "Mejor fascista que maricón". 
Un tercer incidente ocurrió cuando fue atacada por un grupo de 15 personas, entre las que se encontraban políticos del partido Alleanza Nazionale. Le tiraron hinojos (en italiano
finocchio, que en italiano también significa "maricón"). Los políticos en cuestión han sido suspendidos por su partido. Luxuria criticó a la policía por la tardanza en actuar.

## Filmografía
- Cena alle nove, dirigida por Paolo Breccia (1991).
- Come mi vuoi, dirigida por Carmine Amoroso (1996).
- Tutti giù per terra, dirigida por Davide Ferrario (1996).
- Sono positivo, dirigida por Cristiano Bortone (1998).
- La vespa e la regina, dirigida por Antonello De Leo (1999).
- Guardami, dirigida por Davide Ferrario (1999).
- Ponte Milvio, dirigida por Roberto Meddi (1999).
- Ogni lasciato è perso, dirigida por Piero Chiambretti (2000).
- Mater Natura, dirigida por Massimo Andrei (2005).

## Teatro
- Emozioni (2001-2003)
- Che fine ha fatto Cenerentola?(2003)
- One Drag Show (2003)
- Male di luna (2004)
- My name is Silvia (2005)
- Persone naturali e strafottenti (2010)
- La donna uomo (2010)
- Morning has broken - Una vita spezzata (2010)
- Omaggio a Pier Vittorio Tondelli (2011)
- Si sdrai per favore (2011-2012)

## Televisión
- Maurizio Costanzo Show (Canale 5) (1995).
- Markette - Tutto fa brodo in TV (La7) (2004 - 2008)
- One Shot Evolution (All Music) (2006)
- L'Isola dei famosi 6 (Rai 2) (2008) - competidor
- L'Isola dei famosi 8 (Rai 2) (2011) - invitado fijo
- L'Isola dei famosi 9 (Rai 2) (2012) - presentadora
- Fuori di gusto, (La7, 2013) - presentadora
- Grande Fratello, (Canale 5, 2014) - comentarista
- Miss Italia, (La7, 2015) - juez
- L'isola di Adamo ed Eva, (DeeJay TV, 2015) - presentadora

## Publicaciones
- Chi ha paura della muccassassina? Il mio mondo in discoteca e viceversa, Bompiani, 2007.
- Le favole non dette, Bompiani, 2009 .

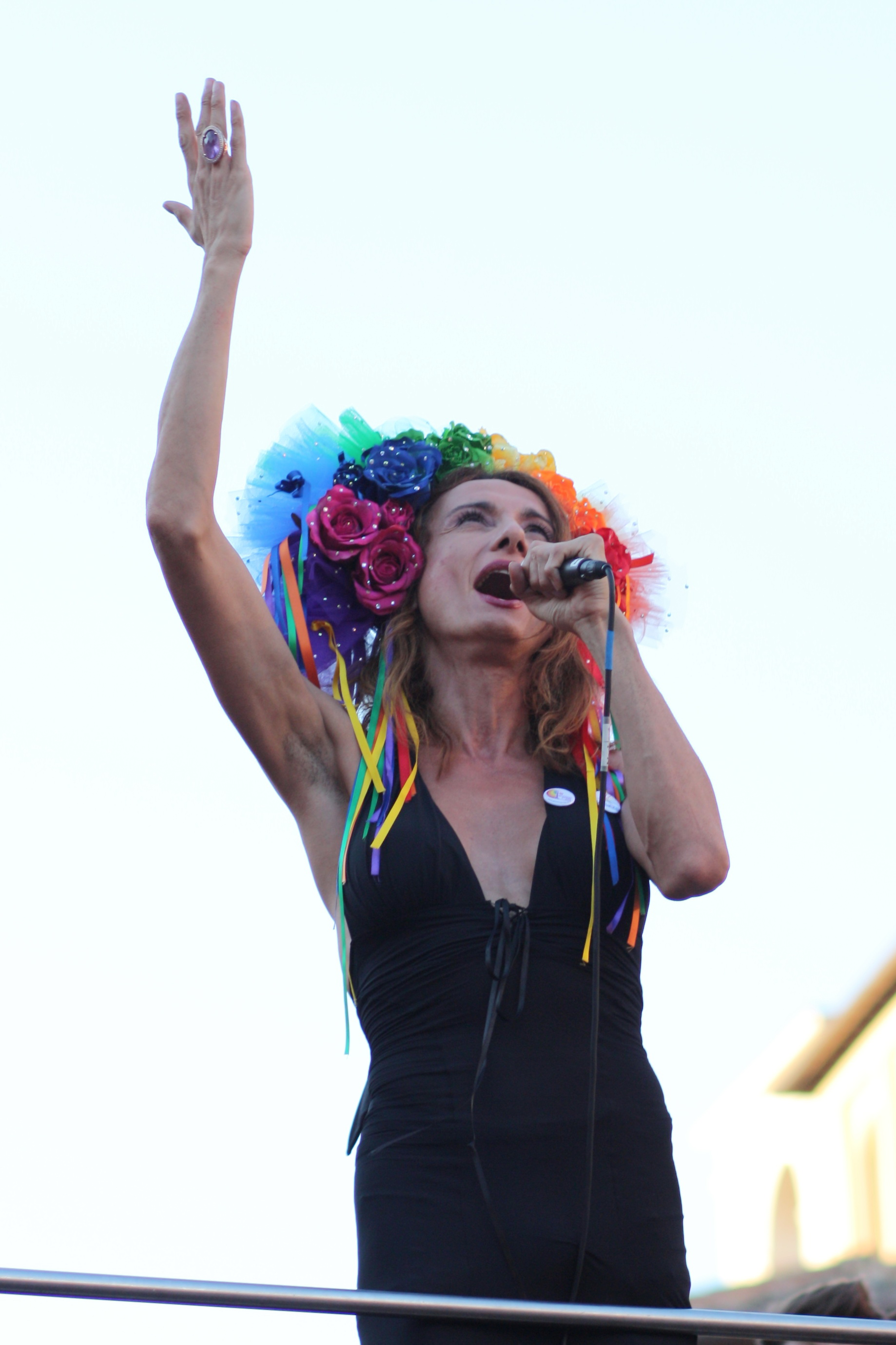
Vladimir Luxuria en un concierto

- Eldorado, Bompiani, 2011 .